# 대한민국의 종교재단 대학 목록
다음은 대한민국의 종교재단 대학 목록이다. 가나다순으로 기본적으로 정렬되어 있으며, 종교별로 정렬하려면 상단 제목 열 중 '기반종교' 항목 맨 오른쪽에 있는 화살표를 클릭해야 한다.
일반적으로 지칭하는 '기독교'는 '개신교'를 가리킨다.
| 대학명               | 기반종교                                                      | 종교과목 의무수강 | 비고 |
| -------------------- | ------------------------------------------------------------- | ----------------- | --- |
| 가톨릭대학교         | 가톨릭(천주교 서울대교구)                                     | ○                 | '인간학1, 2' '영성1, 2' (1학년)                                                                                       |
| 가톨릭관동대학교     | 가톨릭(천주교 인천교구) (2017년까지는 개신교 과목, 채플 유지) | ○                 | '성서의 이해1,2'(2학기) '기독교신앙과삶'(1학기) 채플(2학기)                                                           |
| 가톨릭상지대학교     | 가톨릭(천주교 안동교구)                                       |                   | 전문대학 |
| 감리교신학대학교     | 개신교(기독교대한감리회)                                      | -                 | 신학대학교 |
| 강남대학교           | 개신교(초교파)                                                | ○                 | '기독교이해'(1학기), 채플(4학기)                                                                                      |
| 강원관광대학교       | 개신교                                                        | ○                 | 채플(1학기), 전문대학                                                                                                 |
| 경남정보대학교       | 개신교(그리스도의 교회)                                       | ○                 | 채플(4학기), 전문대학                                                                                                 |
| 경민대학교           | 개신교(대한예수교장로회(통합))                                | ○                 | '기독교의 이해'(1학기), 채플(3학기), 전문대학                                                                         |
| 경북과학대학교       | 개신교                                                        | ○                 | 채플, 전문대학 |
| 경인여자대학교       | 개신교                                                        | ○                 | 신앙과목(2학기), 채플(3학기), 전문대학                                                                                |
| 계명대학교           | 개신교(대한예수교장로회(통합))                                | ○                 | '기독교의 이해'(1학기), 채플(1학년)                                                                                   |
| 계명문화대학교       | 개신교(대한예수교장로회(통합))                                | ○                 | '기독교와 문화', 채플(1학기), 전문대학                                                                                |
| 고신대학교           | 개신교(대한예수교장로회(고신))                                | ○                 | 채플 |
| 광신대학교           | 개신교(대한예수교장로회(합동))                                | -                 | 신학대학교 |
| 광주가톨릭대학교     | 가톨릭(천주교 광주대교구)                                     | -                 | 신학대학교 |
| 광주보건대학교       | 개신교(대한예수교장로회(통합))                                | ○                 | 채플, 전문대학 |
| 국제예술대학         | 개신교                                                        | ○                 | '기독교철학1,2,3,4'(4학기), 전문대학                                                                                  |
| 금강대학교           | 불교(대한불교천태종)                                          | ○                 | '불교의 이해', '지관실수' (2학기)                                                                                     |
| 기독간호대학교       | 개신교                                                        | ○                 | 채플(2학기), 간호전문대학                                                                                             |
| 김천대학교           | 개신교(대한예수교장로회(통합))                                | ○                 | 채플(1학년) |
| 꽃동네대학교         | 가톨릭(천주교 청주교구)                                       | ○                 | '가톨릭사상', '종교윤리'(2학기), 미사(4학기)                                                                          |
| 나사렛대학교         | 개신교(대한기독교나사렛성결회)                                | ○                 | 신앙과목(6학점), 채플(7학기)                                                                                          |
| 남서울대학교         | 개신교                                                        | ○                 | '기독교 개론', '현대인과 성서'(2학기), 채플(4학기)                                                                    |
| 대구대학교           | 개신교(대한예수교장로회(통합))                                |                   | |
| 대구가톨릭대학교     | 가톨릭(천주교 대구대교구)                                     | Ｘ                | |
| 대구미래대학교       | 개신교                                                        |                   | 전문대학 |
| 대신대학교           | 개신교(대한예수교장로회(합동))                                | ○                 | 신앙과목(2학기), 채플(8학기- P/NP제)                                                                                  |
| 대전가톨릭대학교     | 가톨릭(천주교 대전교구)                                       | -                 | 신학대학교 |
| 대전과학기술대학교   | 개신교(대한예수교장로회(합동))                                | ○                 | 신앙과목(3학기), 채플(4, 6, 8학기- 2년/3년/4년 과정), 전문대학                                                        |
| 대전신학대학교       | 개신교(대한예수교장로회(통합))                                | -                 | 신학대학교 |
| 대진대학교           | 대순진리회                                                    | ○                 | '대순사상의 이해'(1학기)                                                                                              |
| 동국대학교           | 불교(대한불교조계종)                                          | ○                 | '자아와 명상 1, 2'- 1학점(Pass/Fail), '불교와 인간'- 2학점                                                            |
| 동서대학교           | 개신교(그리스도의 교회)                                       | ○                 | 채플(6학기) |
| 동원대학교           | 개신교                                                        | ○                 | 채플(2학기), 전문대학                                                                                                 |
| 루터대학교           | 개신교(기독교한국루터회)                                      | -                 | 신학대학교 |
| 명지대학교           | 개신교(복음주의)                                              | ○                 | 한 학기당 신앙 과목(기독교) 중 택1 (2학기, 총 4학점(과목당 2학점)), 채플 (4학기, 총 2학점(학기당 0.5학점), Pass/Fail) |
| 명지전문대학         | 개신교                                                        | ○                 | 신앙과목(1학기), 채플(1학기)                                                                                          |
| 목원대학교           | 개신교(기독교대한감리회)                                      | ○                 | '기독교의 이해', 채플(8학기)                                                                                          |
| 목포가톨릭대학교     | 가톨릭(천주교 광주대교구)                                     |                   | |
| 배재대학교           | 개신교(기독교대한감리회)                                      | ○                 | 채플(4학기) |
| 배화여자대학교       | 개신교(기독교대한감리회)                                      | ○                 | '기독교이해'(1학기), 채플, 전문대학                                                                                   |
| 백석대학교           | 개신교(대한예수교장로회(백석))                                | ○                 | 신앙과목(8학점), 채플(8학기)                                                                                          |
| 백석문화대학교       | 개신교(대한예수교장로회(백석))                                | ○                 | '기독교윤리 1, 2, 3, 4'(4학기), 채플(4학기)                                                                           |
| 백석예술대학교       | 개신교(대한예수교장로회(백석))                                | ○                 | 신앙과목(4학기), 채플(4학기)                                                                                          |
| 부산가톨릭대학교     | 가톨릭(천주교 부산교구)                                       |                   | |
| 부산외국어대학교     | 개신교                                                        | ○                 | 채플(2학기) |
| 부산장신대학교       | 개신교(대한예수교장로회(통합))                                | -                 | 신학대학 |
| 삼육대학교           | 개신교(제7일 안식일 예수 재림교회)                            | ○                 | 신앙과목(4학기), 채플(8학기, 토요일 예배(1학년))                                                                      |
| 삼육보건대학교       | 개신교(제7일 안식일 예수 재림교회)                            | ○                 | 신앙과목, 채플, 전문대학                                                                                              |
| 서강대학교           | 가톨릭(예수회)                                                | Ｘ                | |
| 서울기독대학교       | 개신교(그리스도의 교회)                                       | ○                 | |
| 서울신학대학교       | 개신교(기독교대한성결교회)                                    | -                 | 신학대학교 |
| 서울여자대학교       | 개신교(대한예수교장로회(통합))                                | ○                 | 채플(6학기) |
| 서울장신대학교       | 개신교(대한예수교장로회(통합))                                | -                 | 신학대학교 |
| 서해대학교           | 개신교(대한예수교장로회(통합))                                |                   | 전문대학 |
| 선린대학교           | 개신교(대한예수교장로회(통합))                                | ○                 | 신앙과목('기독교개론' 4학기), 전문대학                                                                                |
| 선문대학교           | 세계평화통일가정연합(통일교 현 명칭)                          | ○                 | '현대문화와통일사상 1, 2'(2학기), 채플(4학기)                                                                         |
| 성결대학교           | 개신교(예수교대한성결교회)                                    | ○                 | 신앙과목(2/4학기), 채플(4학기)                                                                                        |
| 성공회대학교         | 개신교(대한성공회)                                            | ○                 | 채플(4학기) |
| 송곡대학교           | 개신교                                                        | ○                 | '기독교문화와만남 1, 2'(2학기), 채플, 전문대학                                                                        |
| 수성대학교           | 가톨릭(성요셉교육재단)                                        | ○                 | 전문대학 |
| 수원가톨릭대학교     | 가톨릭(천주교 수원교구)                                       | -                 | 신학대학교 |
| 숭실대학교           | 개신교(대한예수교장로회(통합))                                | ○                 | 기독교 교양필수 (1학기), 기독교 과목 4학점 (교양필수 포함), (채플(6학기)                                              |
| 숭의여자대학교       | 개신교(대한예수교장로회(통합))                                | ○                 | '기독교와 문화'(2학기), 채플, 전문대학                                                                                |
| 신안산대학교         | 개신교(대한예수교장로회(통합))                                |                   | |
| 신한대학교           | 개신교(대한예수교장로회(통합))                                | ○                 | 채플 |
| 아세아연합신학대학교 | 개신교(복음주의)                                              | -                 | 신학대학교 |
| 안산대학교           | 개신교(기독교대한감리회)                                      | ○                 | 채플, 전문대학 |
| 안양대학교           | 대진성주회                                                    | ○                 | '기독교의 이해', '성서의 이해'(2학기), 채플(4학기)                                                                    |
| 연세대학교           | 개신교(기독교대한감리회+대한예수교장로회(통합) 공동 설립)     | ○                 | 채플 4학기 의무, '기독교의 이해' 과목 필수                                                                            |
| 영남신학대학교       | 개신교(대한예수교장로회(통합))                                | -                 | 신학대학교 |
| 영산선학대학교       | 원불교                                                        | -                 | 신학대학교 |
| 예수대학교           | 개신교(대한예수교장로회(통합))                                |                   | 특성화대학 |
| 원광대학교           | 원불교                                                        | ○                 | '종교와 원불교'(1학기)                                                                                                |
| 위덕대학교           | 불교(대한불교진각종)                                          |                   | |
| 이화여자대학교       | 개신교(기독교대한감리회)                                      | ○                 | '기독교와 세계'(1학기), 채플 8학기 의무                                                                               |
| 인덕대학교           | 개신교(기독교대한감리회)                                      | ○                 | 신앙과목(1학기), 채플(2학기), 전문대학                                                                                |
| 인천가톨릭대학교     | 가톨릭(천주교 인천교구)                                       | -                 | 신학대학교 |
| 장로회신학대학교     | 개신교(대한예수교장로회(통합))                                | -                 | 신학대학교 |
| 전주기전대학         | 개신교(대한예수교장로회(통합))                                | ○                 | 채플, 전문대학 |
| 전주대학교           | 개신교(복음주의)                                              | ○                 | '기독교 윤리와 적성'(1학기), 채플(4학기)                                                                              |
| 전주비전대학교       | 개신교                                                        | ○                 | 신앙과목(2학기), 채플(2학기), 전문대학                                                                                |
| 중앙승가대학교       | 불교(대한불교조계종)                                          | -                 | 승가대학 |
| 중원대학교           | 대진성주회                                                    | Ｘ                | |
| 창신대학교           | 개신교(대한예수교장로회(통합))                                |                   | |
| 청강문화산업대학교   | 개신교(대한예수교장로회)                                      | ○                 | '기독교 문화와의 만남1,2' '채플1,2', 전문대학                                                                         |
| 총신대학교           | 개신교(대한예수교장로회(합동))                                | -                 | 신학대학교 |
| 침례신학대학교       | 개신교(기독교한국침례회)                                      | -                 | 신학대학교 |
| 칼빈대학교           | 개신교(대한예수교장로회(합동))                                | ○                 | 채플 |
| 케이씨대학교         | 개신교(그리스도의 교회)                                       | ○                 | 신앙과목(3학기), 채플(7학기)                                                                                          |
| 평택대학교           | 개신교(대한예수교장로회(피어선))                              | ○                 | '인성과기독교' 과목 필수                                                                                              |
| 포항대학교           | 개신교                                                        |                   | |
| 한국성서대학교       | 개신교(복음주의)                                              | ○                 | |
| 한남대학교           | 개신교(대한예수교장로회(통합))                                | ○                 | 채플(4학기), 성서와 인성(필수 교양)                                                                                   |
| 한동대학교           | 개신교(복음주의)                                              | ○                 | 신앙과목(), 채플(6학기)                                                                                               |
| 한세대학교           | 개신교(기독교대한하나님의성회)                                | ○                 | 신앙과목(2학기), 채플(7학기)                                                                                          |
| 한신대학교           | 개신교(한국기독교장로회)                                      | ○                 | 신앙과목(2학기), 채플(4학기)                                                                                          |
| 한영신학대학교       | 개신교(대한예수교장로회)                                      | -                 | 신학대학교 |
| 한일장신대학교       | 개신교(대한예수교장로회(통합))                                | ○                 | |
| 협성대학교           | 개신교(기독교대한감리회)                                      | ○                 | 신앙과목(1학기), 채플(2학기)                                                                                          |
| 호남신학대학교       | 개신교(대한예수교장로회(통합))                                | -                 | 신학대학교 |
| 호서대학교           | 개신교(초교파)                                                | ○                 | 채플(4학기) |